# Saint-Riquier-en-Rivière
Saint-Riquier-en-Rivière är en kommun i departementet Seine-Maritime i regionen Normandie i norra Frankrike. Kommunen ligger i kantonen Blangy-sur-Bresle som tillhör arrondissementet Dieppe. År 2022 hade Saint-Riquier-en-Rivière 154 invånare.

## Befolkningsutveckling
Antalet invånare i kommunen Saint-Riquier-en-Rivière
| Referens: INSEE |